# Neoterebra variegata
Neoterebra variegata é uma espécie de gastrópode do gênero Neoterebra, pertencente a família Terebridae.